# Бакус (Міннесота)
Бакус (англ. Backus) — місто (англ. city) в США, в окрузі Кесс штату Міннесота. Населення — 263 особи (2020).

## Географія
Бакус розташований за координатами 46°49′15″ пн. ш. 94°30′53″ зх. д. / 46.82083° пн. ш. 94.51472° зх. д. (46.820846, -94.514707).  За даними Бюро перепису населення США в 2010 році місто мало площу 1,58 км², уся площа — суходіл.

## Демографія
Згідно з переписом 2010 року, у місті мешкало 250 осіб у 112 домогосподарствах у складі 62 родин. Густота населення становила 158 осіб/км².  Було 183 помешкання (116/км²).
Расовий склад населення:
| - 94,8 % — білих - 0,8 % — корінних американців - 0,4 % — вихідців з тихоокеанських островів |

До двох чи більше рас належало 3,6 %. Частка іспаномовних становила 0,8 % від усіх жителів.
За віковим діапазоном населення розподілялося таким чином: 23,6 % — особи молодші 18 років, 59,2 % — особи у віці 18—64 років, 17,2 % — особи у віці 65 років та старші. Медіана віку мешканця становила 46,7 року. На 100 осіб жіночої статі у місті припадало 108,3 чоловіків;  на 100 жінок у віці від 18 років та старших — 101,1 чоловіків також старших 18 років.
Середній дохід на одне домашнє господарство  становив 43 410 доларів США (медіана — 38 182), а середній дохід на одну сім'ю — 39 336 доларів (медіана — 29 063). Медіана доходів становила 30 917 доларів для чоловіків та 31 042 долари для жінок. За межею бідності перебувало 30,8 % осіб, у тому числі 58,3 % дітей у віці до 18 років та 11,9 % осіб у віці 65 років та старших.
Цивільне працевлаштоване населення становило 158 осіб. Основні галузі зайнятості: освіта, охорона здоров'я та соціальна допомога — 36,1 %, виробництво — 10,8 %, будівництво — 10,8 %.